# Bois de Bourlers et de Baileux
Bois de Bourlers et de Baileux este o arie protejată (arie specială de conservare — SAC, sit de importanță comunitară — SCI, arie de protecție specială avifaunistică — SPA) din Belgia întinsă pe o suprafață de 1.392,56 ha, integral pe uscat.

## Localizare
Centrul sitului Bois de Bourlers et de Baileux este situat la coordonatele 50°00′51″N 4°22′33″E / 50.014047°N 4.375943°E.

## Înființare
Situl Bois de Bourlers et de Baileux a fost declarat arie de protecție specială avifaunistică în decembrie 2016 pentru a proteja 15 specii de animale. Alte tipuri de protecție:
- sit de importanță comunitară (în octombrie 2002)
- arie specială de conservare (în decembrie 2016)[1][3][4]

## Biodiversitate
Situată în ecoregiunea continentală, aria protejată conține 10 habitate naturale: Ape stătătoare oligotrofe până la mezotrofe, cu vegetație de Littorelletea uniflorae și/sau de Isoëto-Nanojuncetea, Lacuri eutrofice naturale cu vegetație de tip Magnopotamion sau Hydrocharition, Cursuri de apă de la nivel de câmpie la nivel montan, cu vegetație Ranunculion fluitantis și Callitricho-Batrachion, Liziere de ierburi înalte hidrofile de câmpie și de nivel montan până la alpin, Fânețe de joasă altitudine (Alopecurus pratensis, Sanguisorba officinalis), Păduri de fag Luzulo-Fagetum, Păduri de fag Asperulo-Fagetum, Păduri de stejar sau de stejar și carpen sub-atlantice și medio-europene de Carpinion betuli, Păduri acidofile de stejar bătrân cu Quercus robur pe câmpii nisipoase, Păduri aluvionare cu Alnus glutinosa și Fraxinus excelsior (Alno-Padion, Alnion incanae, Salicion albae).
La baza desemnării sitului se află mai multe specii protejate:
- păsări (10): pescăruș albastru (Alcedo atthis), cocoșul de mesteacăn (Bonasa bonasia), caprimulg (Caprimulgus europaeus), barză neagră (Ciconia nigra), ciocănitoarea de stejar (Dendrocopos medius), ciocănitoare neagră (Dryocopus martius), sfrâncioc roșiatic (Lanius collurio), gaia neagră (Milvus migrans), gaia roșie (Milvus milvus), viespar (Pernis apivorus)
- amfibieni (1): triton cu creastă (Triturus cristatus)
- mamifere (2): liliac cărămiziu (Myotis emarginatus), liliacul mare cu potcoavă (Rhinolophus ferrumequinum)
- pești (2): zglăvoacă (Cottus gobio), cicar (Lampetra planeri)

Pe lângă speciile protejate, pe teritoriul sitului au mai fost identificate 10 specii de plante, 2 specii de amfibieni, 5 specii de mamifere.